# Битва при Красосе
Битва при Красосе (араб. معركة كراسوس‎; ср.-греч. Μάχη στο Κράσσος) состоялась в августе—сентябре 804 года между силами Аббасидского халифата и армией Византии в византийской Малой Азии, близ местечка Красос во Фригии.
В 799 году между арабами и византийцами было подписано перемирие. Приход в 802 году к власти императора Никифора I привёл к возобновлению противостояния. В конце лета 804 года Аббасиды вновь перешли через границу с империей, направившись в свой ежегодный рейд. Армией греков командовал сам Никифор. Арабские силы застали её врасплох возле Красоса и в последовавшем сражении разбили врага и трижды ранили императора. Однако, несмотря на поражение в этом сражении и массивное вторжение два года спустя, Никифор продолжал активно противостоять врагу, вынудив его подписать мир после начала проблем в восточных провинциях.

## Предыстория
Никифор, царь румов. Харуну, царю арабов:
Царица, правившая прежде меня, отвела тебе роль ладьи и тем самым сделала себя простой пешкой. Она заплатила тебе деньги, которые, напротив, ты должен был ей заплатить. Причиной такому были женская слабость и глупость. Когда ты прочитаешь моё письмо, верни мне полученные от нее деньги и искупи свою вину, заплатив мне то, что мне от тебя причитается. В противном случае нас рассудит меч.
В 799 году императрица Византии Ирина была вынуждена заключить перемирие с Аббасидским халифатом под правлением Харуна ар-Рашида, который усилил давление на земли противника. В октябре 802 года к власти пришёл новый император Никифор I, который был более воинственным правителем, нежели его предшественница, и решил положить конец взиманию дани. Он отправил халифу письмо крайне оскорбительного содержания. Сразу после разрыва перемирия Харун нанёс удар, во главе которого встал его сын аль-Мамун. Никифор же не смог ничего противопоставить арабам, так как в империи вспыхнуло восстание во главе с Варданом Турком. Расправившись с ним, император направился на границу отражать новое, более масштабное вторжение под командованием самого халифа. Две армии противостояли друг другу около двух месяцев в центральной части Малой Азии, однако до сражения дела так и не дошло. Никифор договорился с Харуном об отступлении в обмен на выплату дани до конца года.

## Битва
В 804 году арабы выдвинулись в путь двумя армиями. Отделившаяся от основной армии под командованием Харуна ар-Рашида в начале пути группировка под командованием сына самого халифа и его умм аль-валад Касиф аль-Касима после перехода через границу взяла в осаду Курру, город, являвшийся резиденцией местного стратига, а находившийся под его командованием полководец Аббас ибн Джафар — крепость Синан. Греки дали противнику несколько сражений, после которых арабы отошли в обмен на возвращение военнопленных в стан армии. Вторая группа арабов перешла через границу в зоне Киликийских Ворот и начала рейды. Не ожидавший такого напора Никифор изначально предложил мирный договор. Харун согласился с этим, но его военачальники не стали уходить из Малой Азии, продолжая грабить регион. Так Ибрагим ибн Джибрил добрался до Фригии, где разграбил располагавшиеся поблизости Анкары крепости Сансаф и Фебасу, затем уничтожив их. Никифор выдвинулся навстречу, однако был вынужден вернуться из-за какого-то неустановленного события в тылу (по предположению византиниста Уоррена Тредголда, это мог быть заговор). Однако во время его похода домой арабы совершили внезапное нападение на Красос во Фригии и разгромили армию греков. Точное местоположение места нападения не установлено, однако источники описывают его как небольшую равнину вдоль дороги. По словам арабского историка ат-Табари, греки потеряли 40 700 человек и 4 тысячи вьючных животных. Император же получил три ранения. Византийский хронист Феофан Исповедник подтверждает, что императорская армия потеряла много людей и что Никифор был почти убит сам; его спасла только храбрость греческих полководцев. По словам французского историка А. Кло, арабские авторы называли число в 50 тысяч человек и эта численность потерь ему «кажется несомненным преувеличением».

## Последствия
Так как у халифата начались проблемы в Хорасане, Харун принял предложение мира. Был проведён обмен пленными в Киликии: около 3700 мусульман арабы обменяли на византийцев, взятых во время набегов в прошлые годы. Никифор использовал перемирие для восстановления разрушенных стен городов. Следующим летом он предпринял первый за два десятилетия византийский рейд в арабский пограничный район в Киликии. Византийская армия совершала набеги и брала пленных по мере продвижения, даже захватила крупный оплот Аббасидов — Тарсус. В то же время другой византийский отряд совершил набег на арабскую провинцию в Верхней Месопотамии и безуспешно осаждал крепость Мелитену, а на Кипре началось восстание против местного арабского гарнизона, спровоцированное византийцами. Ответное вторжение в 806 году вынудило Никифора пойти на условия, предложенные халифом, но византийский правитель вскоре нарушил их и одержал победу над экспедициями Аббасидов, посланными против него в 807 году. После возобновления беспорядков в Хорасане в 808 году был подписан мирный договор, который оставил византийскую пограничную зону нетронутой и прекратил выплату дани халифату.